# Час анатомије доктора Николаса Тулпа
Час анатомије доктора Николаса Тулпа (хол. De anatomische les van Dr. Nicolaes Tulp) је дело холандског сликара Рембранта. Насликано је 1632. године, техником уље на платну, а чува се у музеју Маурицхуис у Хагу.

## Анализа уметничког дела
На слици је др Николас Тулп, који објашњава мускулатуру руке присутним медицинским стручњацима. Леш на слици је злочинац Арис Кинт, који је претходно тог дана био обешен због оружане пљачке. Неки од посматрача су аристократе који су платили да буду укључени у слику.
Догађај на слици се одвио 16. јануара 1632. године, у амстердамској хируршкој гилди којој је Тулп припадао. Носио је титулу званичног градског анатома, коме је било дозвољено да врши само једно јавно сецирање годишње за које би се користило тело погубљеног злочинца.
Часови анатомије су били друштвени догађај у 17. веку, одржавали су се у учионицама које су заправо биле позоришта, а присуствовали су им студенти, колеге и сваки појединац који би платио улазницу. Посматрачи су били прикладно одевени за ову озбиљну друштвену прилику. Сматра се да су ови људи (са изузетком фигура из позадине и са леве стране) накнадно додати слици.
На слици недостаје једна особа — препаратор, чији је задатак био да припреми тело за час. У 17. веку др Тулп је био угледан научник, те није морао да се бави крвавим послом, као што је сецирање. Ти су послови били препуштени другима и због тога на слици нема никаквог инструмента за сечење. Уместо њих се у доњем десном углу налази отворен огромни приручник из анатомије, вероватно „Фабрика људског тела“ (De humani corporis fabrica), књига аутора Андреаса Весалијуса, објављена 1543. године.
Савремени стручњаци су коментарисали прецизност којом је 26-годишњи Рембрант насликао мишиће и тетиве. Није познато где је стекао та знања, могуће је да је ископирао детаље из приручника анатомије, али је свакако примећен студиозан рад и вишемесечна посвећеност. Скорашње испитивање холандских научника открило је неколико неслагања између подлактице леве руке приказане на слици и сецираног дела исте.
Лице леша је делимично осенчено, нелогично у односу на извор светлости. Сматра се да је то наговештај „сенке смрти“ (umbra mortis), технике коју ће Рембрант често користити.
Слика је потписана у горњем десном углу са . То је, колико је познато, први пут да је Рембрант потписао слику личним именом, а не иницијалима RHL (Rembrandt Harmenszoon van Leiden), што је знак пораста самоуверења уметника.

## Физичке карактеристике
Димензије овог дела су 	216,5 са 169,5 cm, техника је уље на платну. Данас се налази у музеју Маурицхуис, у Хагу. Порука, односно идејна садржина овог дела је поновна заљубљеност Рубенса. Тематика је алегоријска. Коришћени ликовни елементи су претежно контраст и светлост и сенка, али има и боје и облика.